# Матуляк, Геннадий Васильевич
Генна́дий Васильевич Матуляк (укр. Геннадій Васильович Матуляк; 29 апреля 1977, Мартыновское, Николаевская область — 26 февраля 2022, Глебовка, Киевская область) — украинский военный, полковник, участник обороны Украины от российского вторжения. Герой Украины (2022, посмертно).

## Биография
Геннадий Васильевич более 10 лет служил в 299 бригаде тактической авиации имени генерал-лейтенанта В. Никифорова (военная часть А4465, г. Николаев) соединения тактической авиации Воздушных Сил ВСУ. Летал на самолётах МиГ-29, Л-39, Су-25. По состоянию на 2011 год был лётчиком. По состоянию на лето 2015 года был начальником разведки штаба воинской части.
После начала полномасштабного российского вторжения 24 февраля 2022 года участвовал в обороне Украины. Погиб 26 февраля в нескольких километрах от села Глебовка Вышгородского района Киевской области в ходе воздушного боя. Похоронен местными жителями у места крушения.
16 апреля 2022 перезахоронен в городе Николаеве. Панихида состоялась в Соборе Касперовской иконы Божией Матери.
Посмертно награждён званием Герой Украины с вручением ордена «Золотая Звезда».

## Семья
В 2017 году женился во второй раз.
У Геннадия осталась жена Ольга и двое детей — сын Руслан и дочь София.

## Память
В посёлке Победа в Святошинском районе города Киева в честь него в 2022 году была переименована улица.